# 로시야 은행

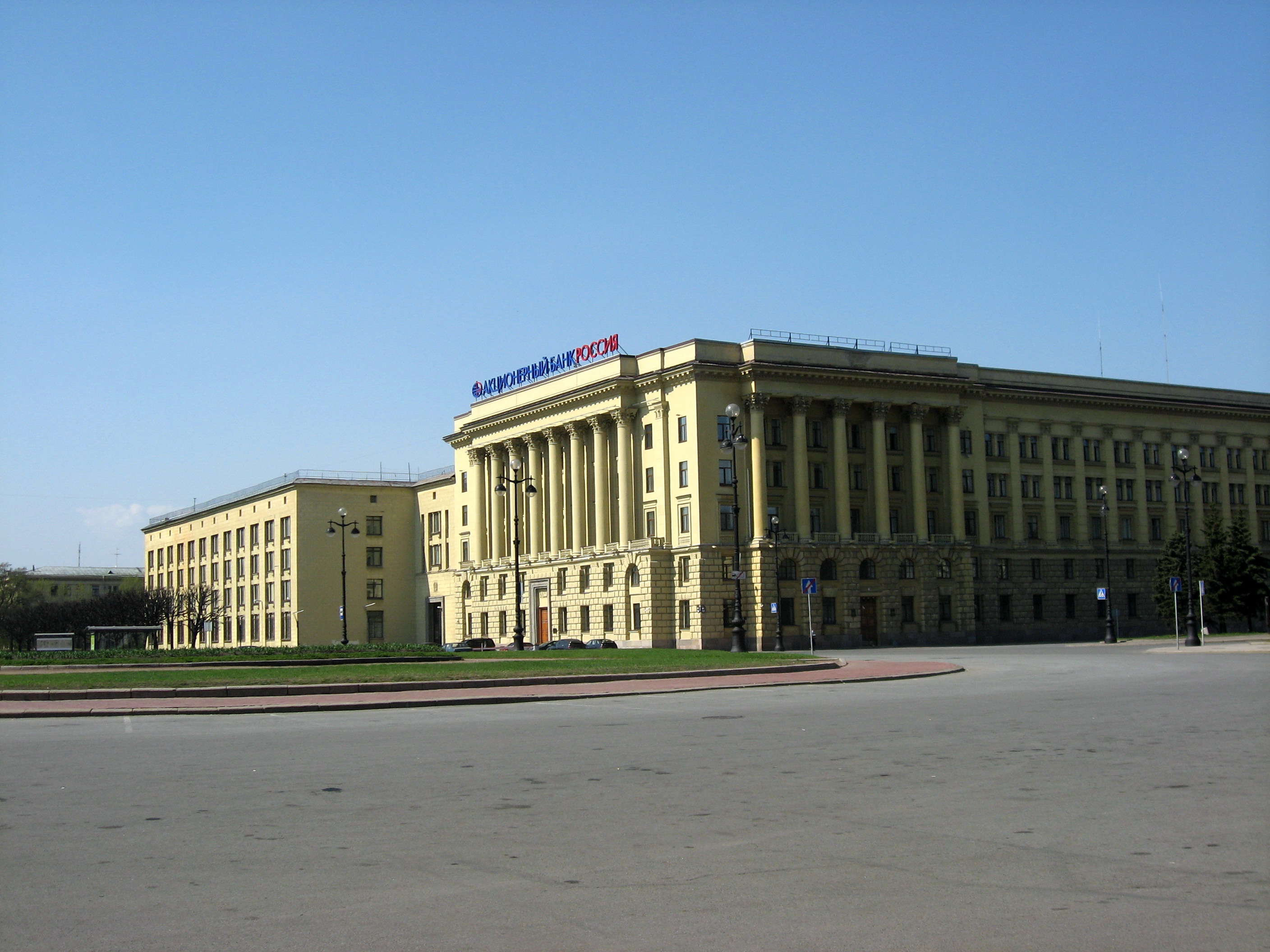

로시야 은행(러시아어: Акционерный коммерческий банк Россия, АКБ Росси, 영어: Rossiya Bank)는 러시아 은행으로서, 본사는 상트페테르부르크에 위치하고 있다.